# Phản ứng thu công

Một phản ứng thu công (chẳng hạn quang hợp) là một phản ứng cần năng lượng đầu vào để xảy ra.
Endergonic (từ tiếp đầu ngữ endo-, xuất phát từ tiếng Hy Lạp ἔνδον endon, "bên trong", và từ tiếng Hy Lạp ἔργον ergon, "công") có nghĩa là "hấp thụ năng lượng dưới dạng công." Năng lượng kích hoạt cho phản ứng thu công thường là lớn hơn năng lượng tổng thể của phản ứng xuất công (1). Các phản ứng thu công là không tự phát. Diễn biến của phản ứng được cho bởi đồ thị. Biến thiên năng lượng tự do Gibbs (ΔG) trong một phản ứng thu công có giá trị duơng bởi vì năng lượng được tăng thêm (2).

Trong nhiệt động hóa học, một phản ứng thu công (endergonic reaction, còn gọi là một phản ứng không tự phát thu nhiệt,  phản ứng không thuận lợi hay không ưu tiên), là một phản ứng hóa học trong đó biến thiên năng lượng tự do tiêu chuẩn là dương, và một nguồn năng lượng duy trì bổ sung là cần thiết để tiến hành phản ứng. Nói một cách đơn giản, lượng năng lượng có ích tổng cộng là âm (do nó tốn nhiều năng lượng hơn để bắt đầu phản ứng hơn những gì nhận được từ nó) nên năng lượng trên tổng thể kết quả là âm. Đối với quá trình mà năng lượng tăng lên trên tổng thể kết quả, đó là phản ứng xuất công. Một cách khác để diễn đạt điều này đó là năng lượng có ích phải bị lấy đi từ môi trường xung quanh cho hệ thống hoạt động để phản ứng có thể xảy ra.
Dưới điều kiện nhiệt độ và áp suất không đổi, điều này có nghĩa là biến thiên năng lượng tự do Gibbs tiêu chuẩn sẽ là dương,
{\displaystyle \Delta G^{\circ }>0}
đối với phản ứng ở trạng thái tiêu chuẩn (tức là tại áp suất tiêu chuẩn (1 bar), và nồng độ tiêu chuẩn (1 molar) của tất cả các chất tham gia).
Trong trao đổi chất, một quá trình thu công là sự đồng hóa, có nghĩa là năng lượng được tích trữ; trong nhiều quá trình đồng hóa như vậy năng lượng được cung cấp bởi sự gắn phản ứng với adenozin triphotphat (ATP) và do đó dẫn đến một photphat hữu cơ cao năng lượng, điện tích âm và adenozin diphotphat điện tích dương.